# Thái Thị Hồng Gấm
Thái Thị Hồng Gấm (* 10. Januar 1985) ist eine vietnamesische Badmintonspielerin. 

## Karriere
Thái Thị Hồng Gấm nahm 2009 im Damendoppel und im Mixed sowie 2011 im Doppel, Mixed und mit dem Team an den Südostasienspielen teil. Sie verlor dabei in den Einzeldisziplinen jeweils im Achtelfinale und wurde somit viermal Neunte in der Endabrechnung. Mit der Damenmannschaft unterlag sie 2011 im Viertelfinale gegen Indonesien. 2008 und 2009 siegte sie jeweils im Mixed bei den Laos International gemeinsam mit Dương Bảo Đức.